# Longitarsus fulgens
Longitarsus fulgens   (лат.) — вид листоедов (Chrysomelidae) из подсемейства козявок (Galerucinae). Распространён в Европе на юг до Италии и Болгарии, в Дагестане, Западной России на восток до Красноярска.

## Вариетет
- вариетет: Longitarsus fulgens var. exhaustus Weise, 1888